# 가시와다이역
가시와다이역(일본어: かしわ台駅)은 일본 가나가와현 에비나시에 위치한 사가미 철도 본선의 역이다. 역 번호는 SO17이다.
자마시, 아야세시와의 시 경계에 근접하고 예전에는 가시와다이 지구로서, 사가미오쓰카 ~ 당역 구간을 관리하고 있었다. 현재, 구 가시와다이 지구는 전체 에비나 지역이다.

## 역 구조
섬식 승강장 2면 4선의 교상역이다.
개찰구는 서쪽과 동쪽 출입구 2곳이 있다. 동쪽 출입구는 과거 오쓰카바시혼초 역에서 승강장에서 역사까지 350m정도의 긴 통로로 연결되고 있었는데, 그 통로가 오쓰카바시혼초 역의 플랫폼 흔적이다.
역 구내에는 사가미 철도 차량기지 및 차량 수선 시설인 가시와다이 차량 센터가 있다. 이 시설의 입고 관계로, 평일 휴일 다이어와 함께 요코하마 역 출발의 마지막 열차는 당역에 선다.
1,3선이 주로 본선에서 2,4번 선은 대피선(부본선)이다. 2,4번 선은 차량 센터 입,출고에 사용된다. 원칙적으로 회송만이 발착하지만 평일에만 5:57발의 당역 시발 각정이 4번 선에서 출발하도록 설정되어
있다.

### 승강장
| 번호 | 노선 | 방향 | 행선                                |
| ---- | ---- | ---- | ----------------------------------- |
| 1・2 | 본선 | 하행 | 에비나 방면                         |
| 3・4 | 본선 | 상행 | 야마토・후타마타가와・요코하마 방면 |

## 역 주변
- 가시와다이 스퀘어
- 웰 파크 에비나 가시와다이점
- 패션 센터 시마무라 가시와다이점
- 북부 공원
- 에비나 시 소방서 기타 분소
- 가시와다이 역전 우체국
- 오쓰카혼초 우체국
- 퍼브 고 본사 - 트럭의 짐받이 부분 등을 제조
- 히타치 오토모티브 시스템즈 사가미 사업소
- 홈 식품 - 두부의 제조 업체

## 역사
- 1967년 4월 9일: 후에, 가시와다이 역이 설치된 땅에 가시와다이 공사 기계실(현, 가시와다이 차량 센터) 완공.
- 1975년 8월 17일: 오쓰카바시혼초역을 이전하는 형태로 사가미노 역을 설치하는 것과 동시에 500m 정도 거리에 에비나 방향에 신설하는 형태로 가시와다이 역으로 영업 개시, 오쓰카 바시혼초 역 폐지에 있어서 역사는 가시와다이 역의 히가시구치, 승강장은 연결 통로로 활용하게 되고 그 후 동쪽 출입구 역사는 전면 교체됨.
- 1997년 3월 20일: 동쪽 출입구의 신역사 완공.
- 2013년 9월 16일: 가시와다이 지구가 폐지되어 에비나 지역에 통합됨.

## 사진

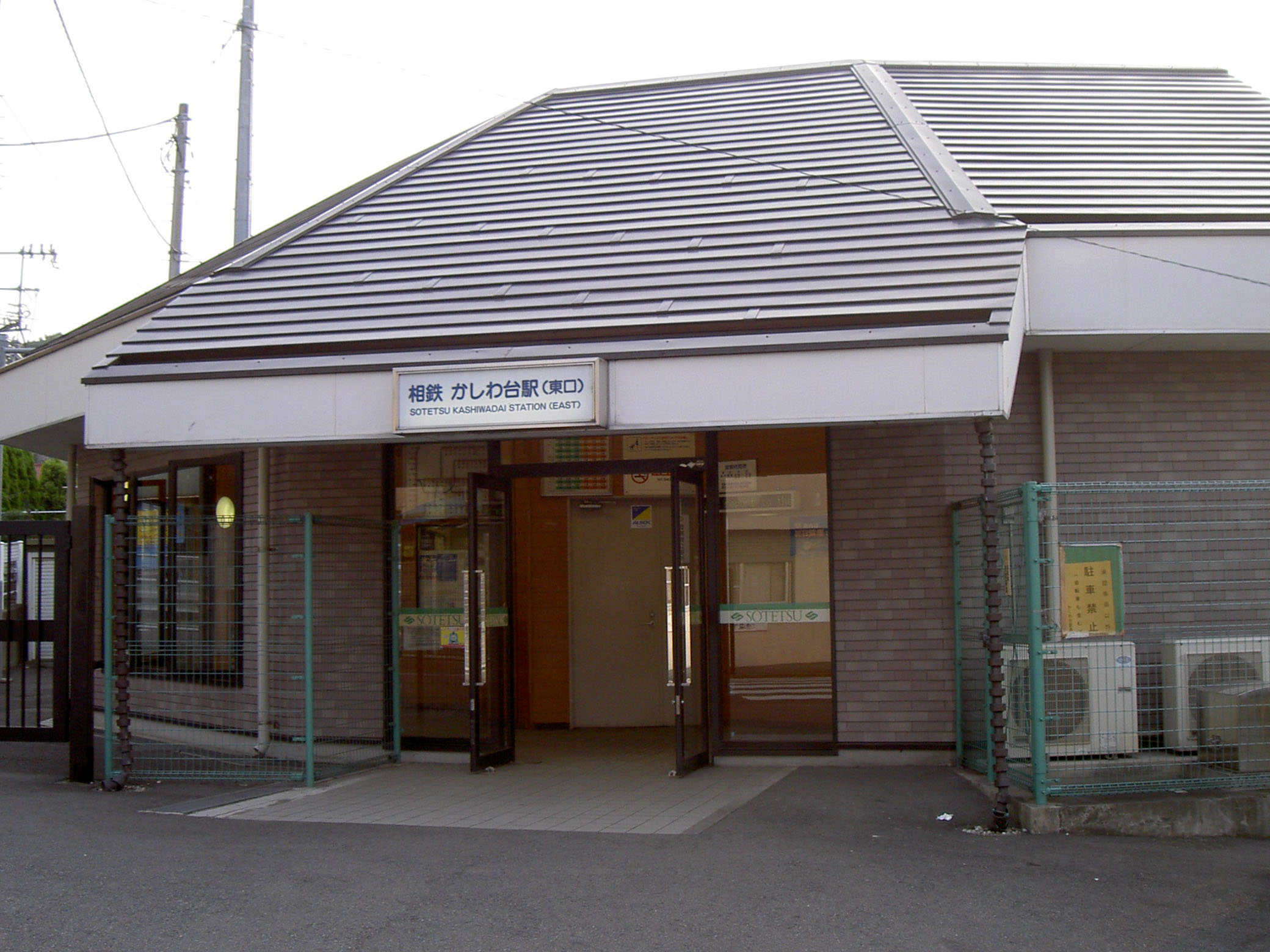
동쪽 출입구
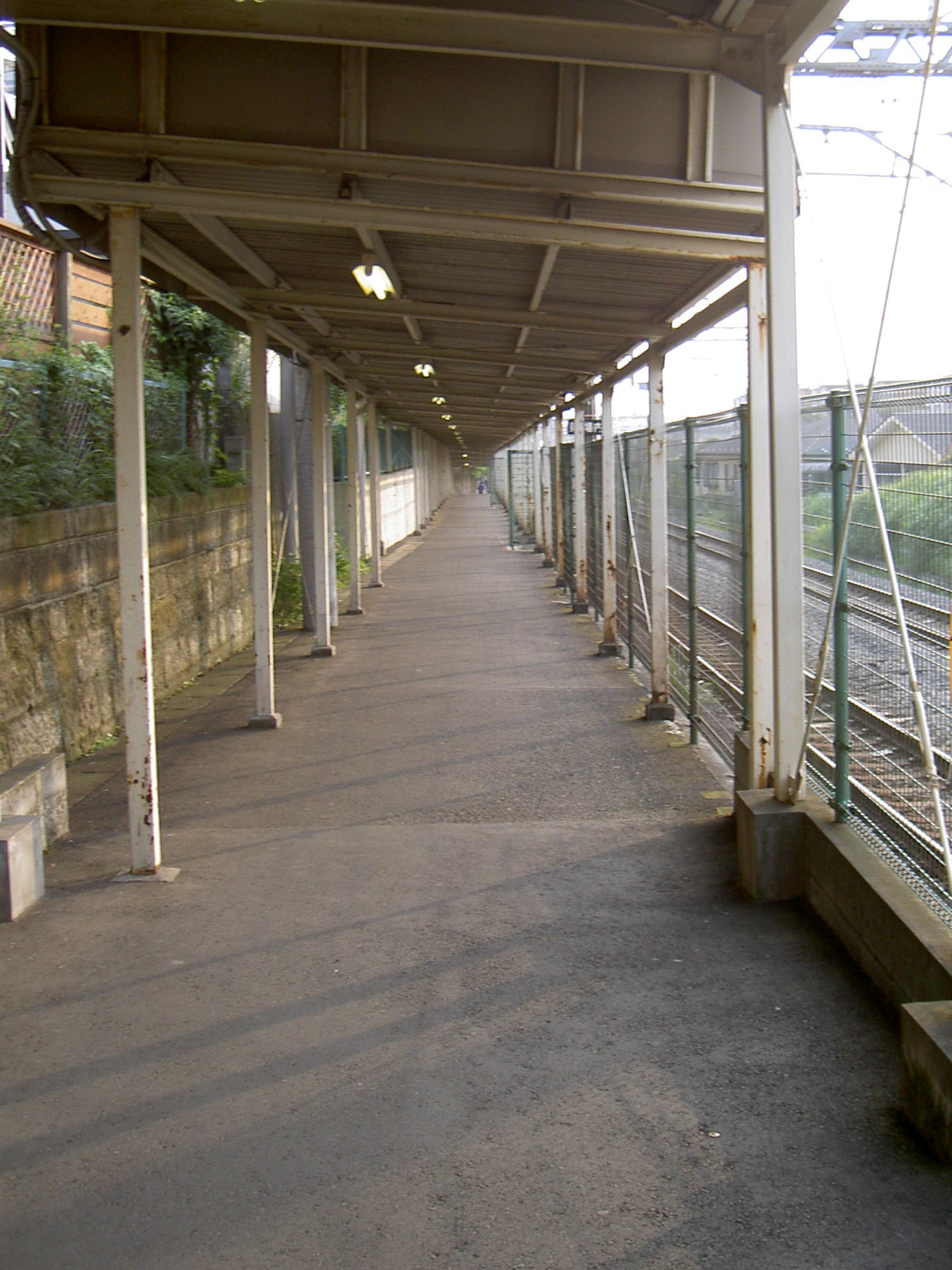
역 내 통로

## 인접역
| 사가미 철도 본선                | 사가미 철도 본선         | 사가미 철도 본선        |
| ------------------------------- | ------------------------ | ----------------------- |
| SO16 사가미오쓰카 요코하마 방면 | ■ 급행 ■ 쾌속 ■ 각역정차 | 에비나 SO18 에비나 방면 |